# Stromboli (eiland)
Stromboli is een klein vulkaaneiland in de Tyrreense Zee en maakt deel uit van de Eolische of Liparische Eilanden, een vulkanische archipel ten noorden van Sicilië, Italië.

## Geografie
Het eiland heeft een oppervlakte van 12,6 vierkante kilometer, en is 926 meter hoog.
Vanaf de zeebodem gemeten is het eiland eigenlijk een drieduizend meter hoge vulkaan, waarvan ongeveer een derde boven water uitsteekt. Het eiland wordt bewoond door ongeveer 650 mensen (2014). Ten tijde van de uitbarsting in 1930 woonden er 1200 mensen op het eiland.
Het eiland maakt deel uit van de vulkanische boog met de andere Eolische Eilanden.
De begroeiing bestaat uit rietvelden langs de zeekust, hogerop groeit maquis. Het grootste deel is kaal en bestaat uit lavarotsen.

## Type vulkanisme
De Stromboli is een stratovulkaan met taai magma. Het gas dat in het magma zit, kan slechts af en toe ontsnappen terwijl het magma naar boven stijgt. Daardoor ontstaan vaak blokken en vulkanische bommen die uit de vulkaan omhoog gegooid worden en op de omgeving neervallen. Hiermee is de vulkaan de naamgever van de Stromboli-type erupties.
De Stromboli is een vulkaan die continu actief is geweest gedurende de afgelopen tweeduizend jaar, misschien nog wel langer. Daarmee is de Stromboli de actiefste vulkaan van Europa, met ca. elke 40 minuten een uitbarsting. Voortdurend vinden kleine erupties plaats, waarbij lavaproppen metershoog de lucht in worden geslingerd. De meeste brokken vallen weer terug in de krater, maar er valt ook geregeld lava in zee.
De top van de vulkaan heeft drie actieve kraters. De Sciara del Fuoco (vuurstroom) is een deuk in de vorm van een hoefijzer in de flank van de vulkaan. De deuk is ontstaan in de laatste 13.000 jaar door het neerstorten van gedeelten van de noordwestelijke helling. De lavastromen lopen langs deze verlaging van de helling.
In 2002 kwam een Duitse toeriste om het leven toen zij werd getroffen door een brok gestolde lava. Bij dit soort uitbarstingen ontstaan ook vaak lavastromen en sintelkegels. Op 30 december 2002 veroorzaakten aardverschuivingen langs de Sciara del Fuoco enkele tsunami's en raakten zes mensen gewond in het dorpje Ginostra. Het dorp werd op 5 april 2003 beschadigd door een grote explosie van de krater.

## Bewoning
Bijna alle bewoners wonen aan de veilige noordoostkant van het eiland. Sommigen zijn nog visser, maar de meesten werken ten behoeve van het toerisme. De landbouw, vooral wijn- en olijfgaarden, heeft weinig betekenis meer. Er is een haven en een van de plaatsjes heeft een strand van zwart vulkaanzand. De vijf vrijwel aaneengesloten buurtschappen bevinden zich op enkele tientallen meters hoogte op de berghelling en zijn vanaf de haven voor toeristen makkelijk te bereiken. De straatjes zijn te smal voor auto's, er rijden veel scooters en voor het vrachtvervoer gemotoriseerde driewielers. Er zijn twee kerkjes, winkels en een groot aantal hotelletjes en restaurants.
Aan de zuidwestkust van het eiland ligt het plaatsje Ginostra. Hier wonen ongeveer 30 mensen. Tot 2004 hadden zij geen beschikking over een elektriciteitsnet of andere luxe. In dat jaar kwam energie van zonnecellen beschikbaar, opgewekt in het haventje. Het dorp is alleen bereikbaar over zee via het, volgens het Guinness Book of Records, kleinste haventje ter wereld.

## Toerisme
Vanaf Sicilië en Napels is de vulkaan met een dagtocht per boot te bereiken. Omdat de vulkaan altijd actief is, varen de boten veelal pas weer terug als het donker is geworden. De toeristen kunnen dan in het donker het gloeiende gesteente dat wordt uitgestoten goed zien.

## Uitbarstingen
De uitbarstingen zijn meestal klein en ongevaarlijk. De tijd tussen twee opeenvolgende uitbarstingen varieert van enkele minuten tot enkele uren. Een enkele maal vinden zwaardere uitbarstingen plaats waarbij soms schade aan gebouwen ontstaat. Aan de top van de berg zijn drie actieve kraters. Langs de noordwestelijke kant van het eiland is een brede puinhelling (Sciara del Fuoco genaamd), waarlangs regelmatig bij explosies uitgestoten gesteente naar beneden rolt.
- De grootste uitbarsting van de twintigste eeuw vond plaats in 1930. Er stroomde geen lava maar meerdere huizen werden verwoest door vulkanische bommen. Daarbij vielen enkele doden.
- In 1985 was er een grote uitbarsting van de Stromboli.
- Op 29 december 2002 begon een grote uitbarsting, waarbij grote lavastromen vanuit een krater op ongeveer 700 meter hoogte langs de Sciara del Fuoco de zee in liepen. Het was de eerste lava-uitstroom in 17 jaar. Een dag later veroorzaakten twee aardverschuivingen bij dezelfde helling vloedgolven van 10 meter hoogte. In het dorpje Ginostra raakten zes mensen gewond toen hoge golven hun huizen overspoelden. Enkele schepen kwamen van hun anker. Het gehele eiland Stromboli werd vervolgens voor enige tijd geëvacueerd. Begin april 2003 was er nog een grote explosie waarbij gesteente ver van de gebruikelijke plaats terechtkwam. In juli van dat jaar was de vulkaan weer rustig.
- Op 27 februari 2007 stroomde er weer lava uit de krater. Ruim een week later moesten 450 bewoners van het eiland en 350 van buureiland Panarea geëvacueerd worden.
- Ook na verhoogde activiteit op 14 januari 2013 werd het eiland voor enige tijd ontruimd.
- Op 3 juli en op 28 augustus 2019 was er een paroxysmale explosie: een korte maar heftige uitbarsting.[6] In juli werd een wandelaar door vallend gesteente dodelijk getroffen en raakte een ander gewond.

## Mythologie
Volgens de Griekse en Romeinse mythologie zou de god van de winden, Aeolus, koning zijn geweest van Stromboli. Hij zou vanaf de top van de vulkaan de zeelieden de windrichting met behulp van de rookpluim aangegeven hebben.

## Wetenswaardigheden
- In Naar het middelpunt der aarde uit 1864 van Jules Verne komen de reizigers na hun reis weer naar boven op Stromboli.
- De speelfilm Stromboli met Ingrid Bergman uit 1950 geeft een beeld van het harde leven op het eiland in die tijd.
- Op 8 januari 1676 vocht Michiel de Ruyter de Slag bij Stromboli om Napels te verdedigen tegen een Franse vloot.
- Pizza Stromboli is een opgerolde en gevulde pizza.[9][10]
- Vulkanoloog Arpad Kerner bezocht met een assistent in 1933 de krater Stromboli, gekleed in raketvormige beschermende pakken.[11]

## Afbeeldingen

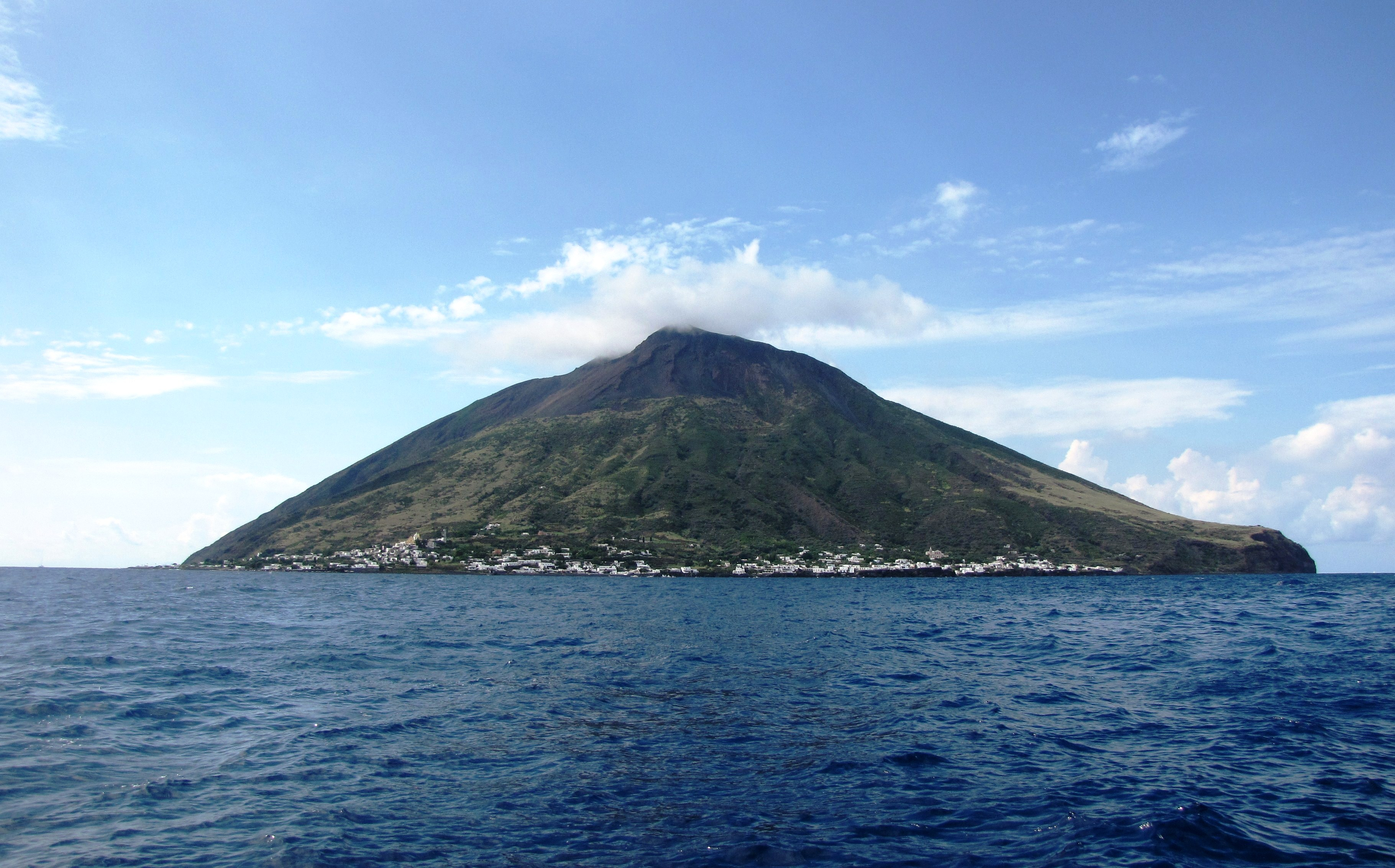
Het eiland
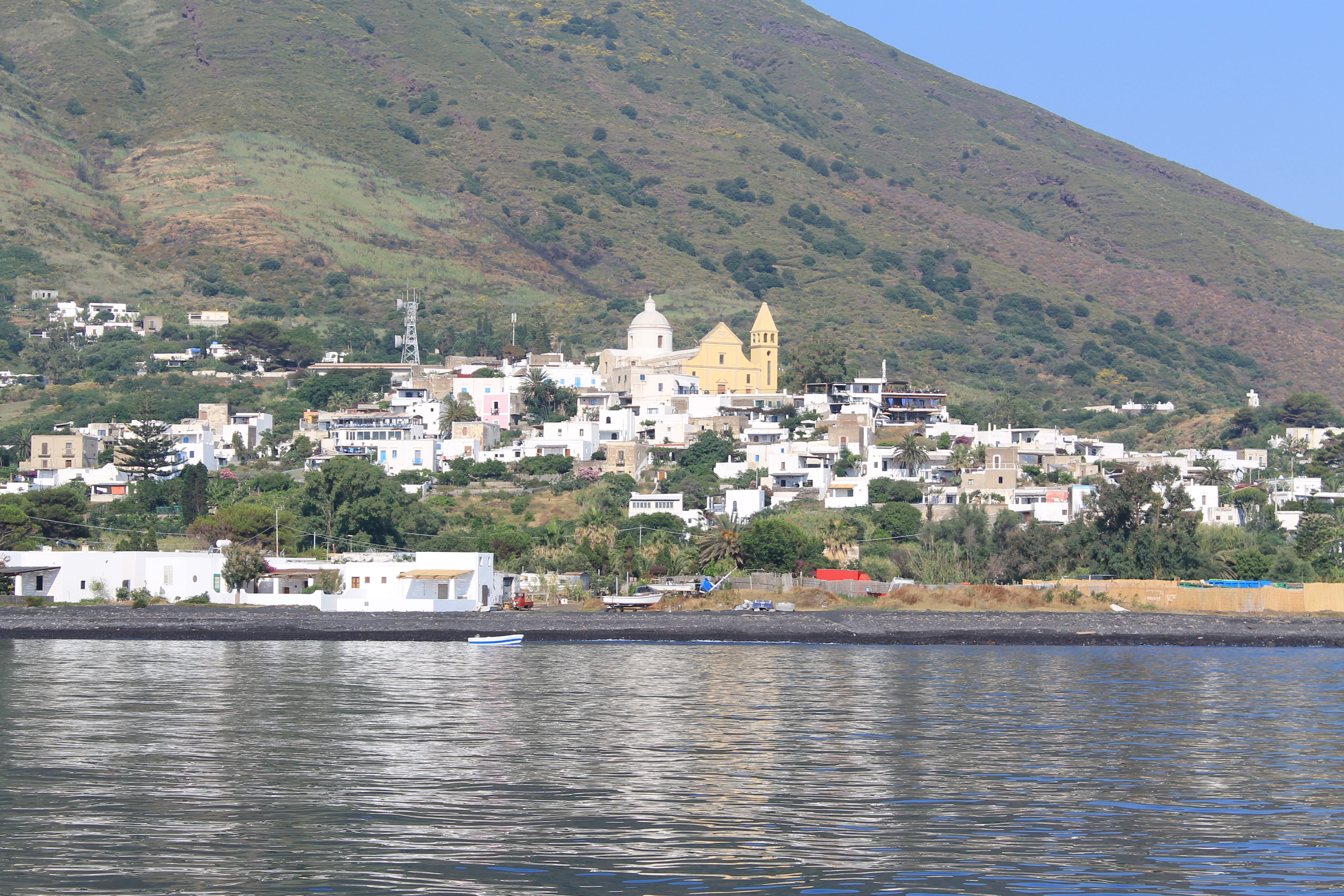
San Vincenzo
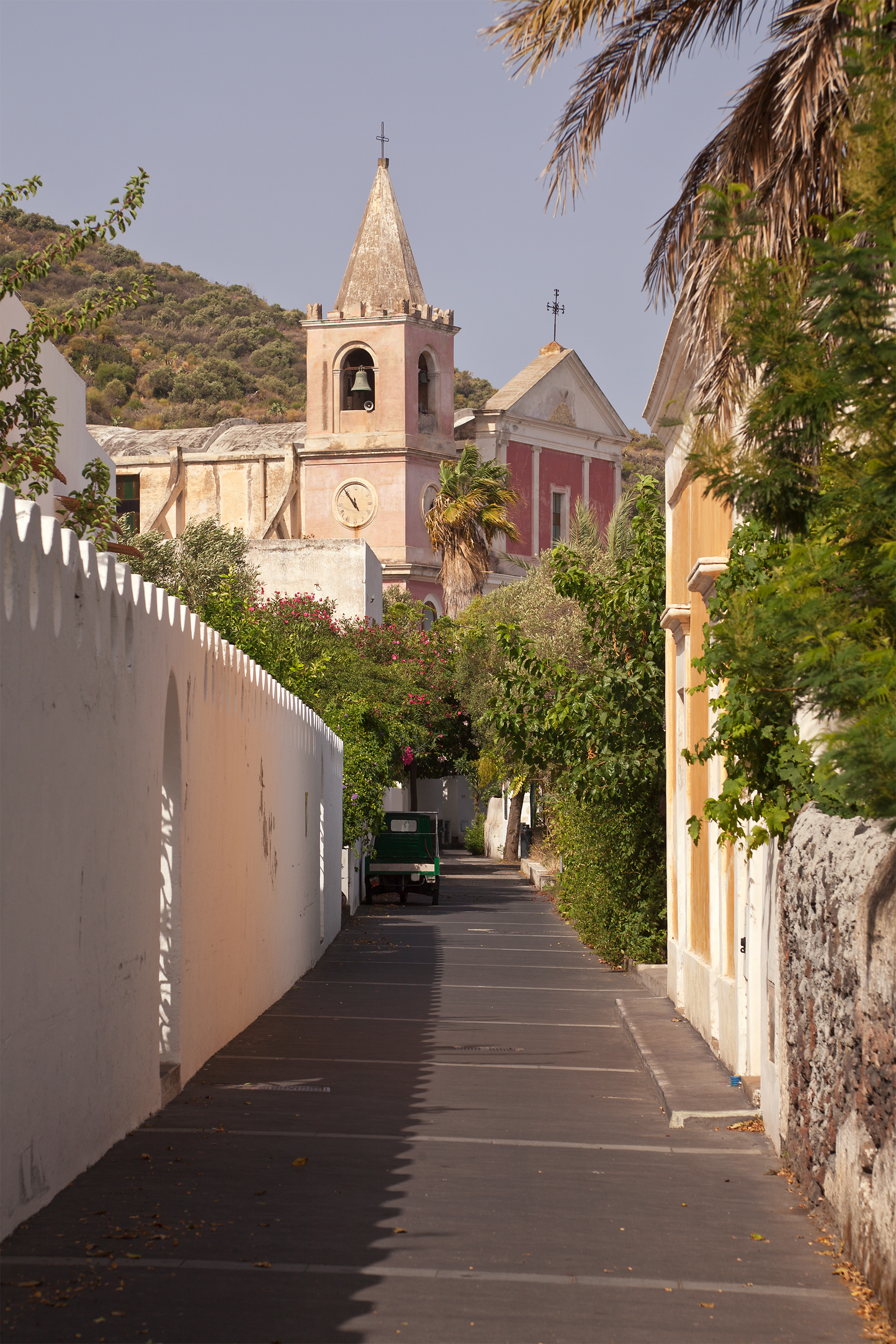
Typerend straatje op Stromboli met de kerk San Bartolomeo
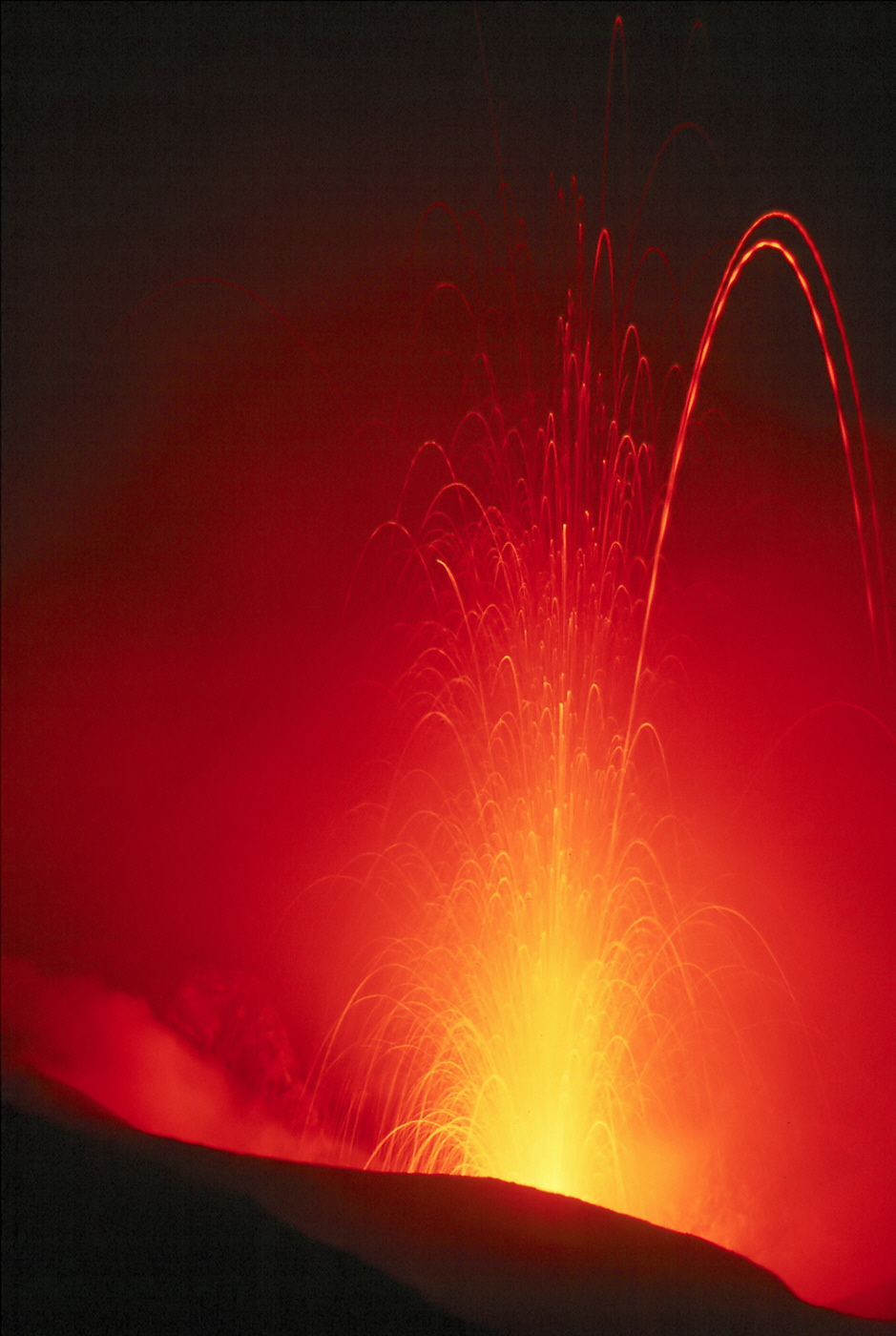
Uitbarsting van de Stromboli in 1980
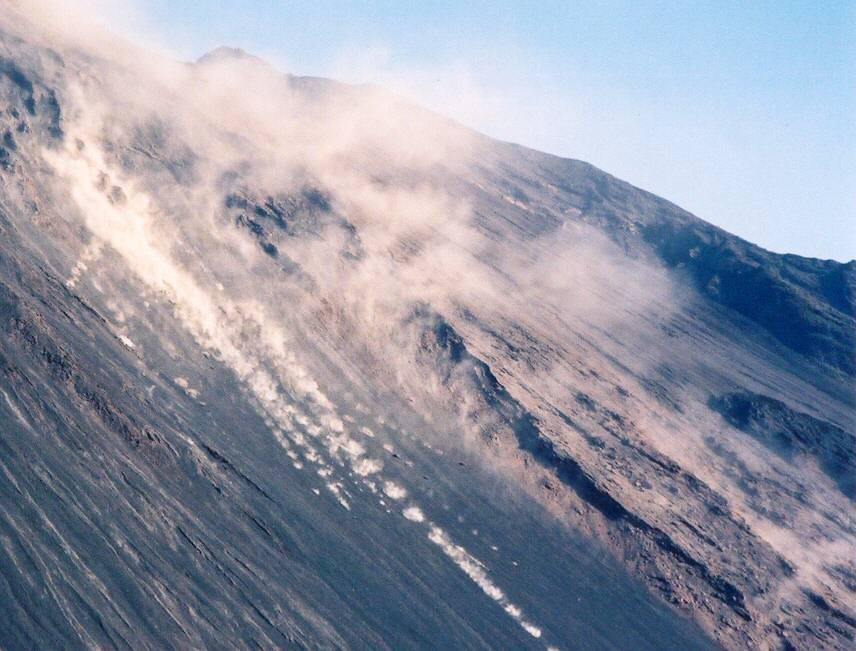
Sciara del Fuoco